# Harold Johnson (designer de jogos)
Harold Johnson é um designer de jogos, editor e autor americano de diversos produtos e artigos para o jogo de RPG Dungeons & Dragons da TSR, Inc. (agora propriedade da Wizards of the Coast).
Johnson foi contratado como editor, mas foi provido a gerente de produção sete meses depois. Nos anos seguintes, Johnson trabalhou como assistente do vice-presidente de pesquisa e desenvolvimento, gerente de game design e gerente de edição. Também supervisionou todos os designers de jogos da TSR e gerenciou o Departamento de Aquisições da empresa.
Ele foi responsável pela contratação de muitos dos novos designers de jogos durante seu tempo na TSR, incluindo Frank Mentzer, Jon Pickens e Tracy Hickman. Sua co-criação do conceito para Dragonlance está entre seus papéis creditados em muitos projetos. Johnson foi o primeiro a participar do "Projeto Overlord" de Hickman e se tornou o maior defensor da alta administração; ele também convenceu Hickman a expandir Dragonlance de sua ideia inicial de uma trilogia de três aventuras para todo um universo.